# Planina nad Horjulom
Planina nad Horjulom je raztresena vas v Občini Dobrova-Polhov Gradec. V vasi je cerkev Sv. Andreja.